# 海南凤丫蕨
海南凤丫蕨（学名：Coniogramme merrillii）为裸子蕨科凤丫蕨属下的一个种。

## 扩展阅读
- 維基物種上的相關：海南凤丫蕨